# Darío Lopérfido
Darío Eduardo Lopérfido (Buenos Aires, 5 de junio de 1964) es un político argentino. Fue Secretario de Cultura y Medios de Comunicación de la Nación durante la presidencia de Fernando de la Rúa, director artístico del Teatro Colón, presidente de Ópera Latinoamérica y Secretario y Ministro de Cultura de la Ciudad de Buenos Aires durante el gobierno de Horacio Rodríguez Larreta.

## Biografía

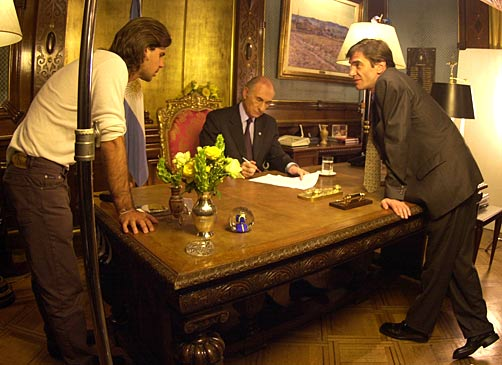
Fernando de la Rúa en su despacho, con su hijo Antonio y Darío Lopérfido.

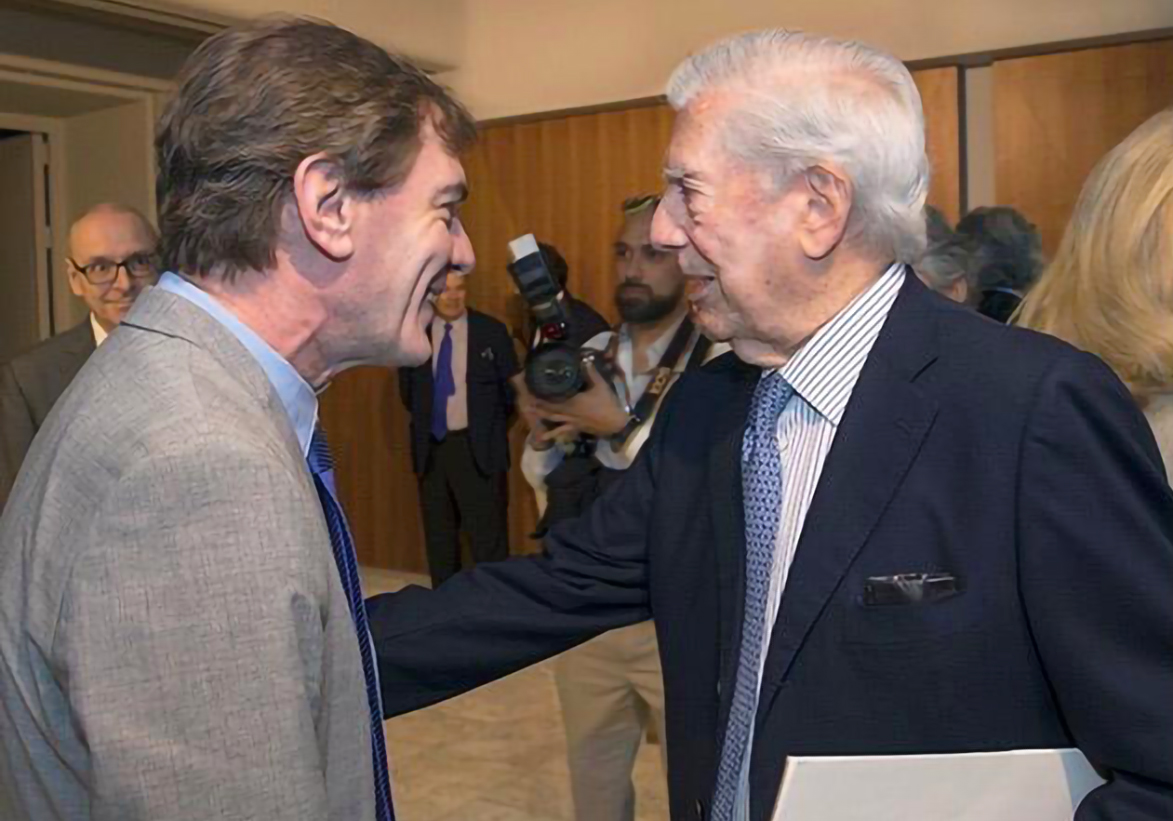
Darío Lopérfido junto a Mario Vargas Llosa, escritor y presidente de la Fundación Internacional para la Libertad

### Primeros años
Nació en el barrio porteño de Villa Urquiza. Hijo del obrero gráfico del periódico La Razón y sindicalista, Ángel Lopérfido, que sería expulsado de aquel diario por el autoproclamado Proceso de Reorganización Nacional. Trabajó en una agencia publicitaria, donde desarrollaría interés por aquel rubro. Si bien nunca finalizó el secundario, gracias a una ley que habilita a los mayores de treinta años, estudió unos años abogacía en la Universidad de Palermo sin concluirla.

### Carrera política y cultural
Dirigió el Centro Cultural Ricardo Rojas entre 1992 y 1999, fue Subsecretario de Extensión Cultural de la Ciudad de Buenos Aires columnista en radio MITRE y en Radio La Red. Bajo su presidencia, fue Secretario de Cultura y Comunicación de la Nación (con rango de Ministro) entre 1999 y 2001, denominación modificada en mayo de 2001 a Secretario de Cultura y Medios de Comunicación tras una reestructuración. Luego la secretaría se ubicó bajo el Ministerio de Turismo, Cultura y Deportes, encabezado por Lombardi. En 1999 escribió junto a Alejandro Félix Capato Derechos Culturales en el Mercosur, editado por Ediciones del Candil; y Legislación Cultural en la Ciudad de Buenos Aires junto al mismo coautor. En febrero de 2015 fue designado director general y artístico de Teatro Colón por el entonces Jefe de Gobierno de la Ciudad de Buenos Aires, Mauricio Macri. Respaldó la candidatura de Mauricio Macri a presidente. En noviembre de 2015 diferentes medios publican que su nombre sonaba como posible secretario de cultura, Loperfido años después explico que en ese momento habido una interna y buena parte del equipo de Cultura de Mauricio Macri en la Ciudad de Buenos Aires se había ido con Gabriela Michetti.
Respecto a su designación relató: Pero son los que le habían hecho la vida imposible a Hernán. Y todo ese grupito era el grupito de Larreta. Pero no tenían ninguno, como se dice en política, que tuviera seniority para ser ministro, entonces me rogaban a mí. "
En diciembre de 2015 fue designado Ministro de Cultura de la Ciudad de Buenos Aires por Horacio Rodríguez Larreta, y en julio fue elegido presidente de Ópera Latinoamérica,  en una cumbre sostenida en Santiago de Chile. En julio de 2016, luego de manifestaciones y escraches de parte de militantes de derechos humanos y de trabajadores de la cultura, renunció al ministerio de Cultura porque le fue «agotador encarar simultáneamente tres tareas de semejante relevancia».En 2016 a raíz de la filtración informativa en medios de prensa de documentos confidenciales de la firma de abogados panameña Mossack Fonseca conforme la cual existió el ocultamiento de propiedades de empresas, activos, ganancias, Magnetto se vio involucrado en dicho escándalo al aparecer junto a otros políticos como Mauricio Macri, Jorge Macri, Néstor Grindetti, Esteban Bullrich y Gustavo Arribas, entre otros, en una lista de personajes con propiedades, cuentas y empresas en paraísos fiscales.Entre otras sociedades fantasma Loperfido figuraba en el registro panameño como director y vicepresidente de Supernova Productions Inc conformada con Antonio De la Rúa, hijo del expresidente de la Nación.Según investigación posterior la sociedad fue constituida el 11 de diciembre de 2015 un día después de ser designado secretario de cultura de CABA. Desde diciembre de 2015 hasta la publicación de los Panama Papers la empresa realizó movimientos por unos 103 millones de dólares, los ingresos en su mayoría provenían de pagos del gobierno de la Ciudad de Buenos Aires, el periodista Tomás Lukin reveló que mientras Loperfido dirigió la secretaria de cultura su empresa acumuló más de 200 contratos con el ministerio que el mismo Loperfido dirigía entre ellos organización de festivales gastronómicos, eventos culturales hasta los servicios de recolección de residuos en los museos porteños. junto a Yamil Santoro y Karina Mariani, para competir en la candidatura a jefe de gobierno de la Ciudad de Buenos Aires. Sin embargo, el 18 de junio anunció que no se presentaría a las elecciones de ese año, con el objetivo de no desviar votos hacia otras boletas para no perjudicar la reelección del presidente Mauricio Macri.
En enero de 2020 asumió la vicepresidencia del "Partido Mejorar", que luego cambió su nombre a Republicanos Unidos, y en mayo anunció que se postularía  como candidato a Diputado Nacional por ese frente.

## Controversias

### Desaparecidos durante la dictadura militar
En enero de 2016 en una conversación con los periodistas Edi Zunino y Luis Majul, declaró que en la Argentina no hubo 30.000 desaparecidos durante la dictadura autodenominada Proceso de Reorganización Nacional y que «se arregló ese número en una mesa cerrada» para «conseguir subsidios», generándose una polémica al respecto. También dijo que «La historia argentina dice que los Montoneros construyeron la democracia cuando en realidad la atacaron». Lopérfido se defendió aclarando que citó las investigaciones de Graciela Fernández Meijide y Ceferino Reato, además de la documentación publicada por la CONADEP y organizaciones de derechos humanos.
Sus declaraciones suscitaron diversas reacciones. Referentes de los Derechos Humanos como Estela de Carlotto, Adolfo Pérez Esquivel, Nora Morales de Cortiñas, Juan Cabandié o Taty Almeida repudiaron sus dichos. Otras personas como Jorge Lanata, Luis Alberto Romero, Pablo Sirvén, Cecilia Pando, Tomás Abraham y Graciela Fernández Meijide lo apoyaron públicamente.
Por estas declaraciones, algunos personajes de la cultura y referentes de los Derechos Humanos se agruparon para solicitar la renuncia del funcionario. Luego de variados espectáculos culturales realizados en todo el país, los trabajadores de la cultura reproducían el audio con los dichos de Lopérfido, reflexionaban sobre los mismos junto al público y exigían su renuncia. Al mismo tiempo, en distintos actos donde se presentó el funcionario se realizaron «escraches» y manifestaciones de agrupaciones de izquierda repudiando sus dichos y exigiendo su renuncia. Durante uno de los ensayos abiertos del Teatro Colón, Lopérfido le respondió a una persona: «Viniste acá a escuchar una ópera porque yo lo hago gratis y lo dispuse yo».  En la inauguración de la sala itinerante del Teatro San Martín, respondió que los actores que «dejen de hablar de política» porque «es algo muy complicado».
Luego de su renuncia como Ministro de Cultura de la Ciudad de Buenos Aires, organismos de derechos humanos continuaron exigiendo su renuncia al Teatro Colón. El 8 de febrero de 2017 decidió renunciar para trabajar en un organismo con sede en Berlín, Alemania. Allí, más de 100 artistas, intelectuales y científicos en Alemania presentaron una carta de repudio ante la Embajada argentina en Berlín. Señalaron su preocupación por la llegada de Lopérfido, quien debió renunciar a sus cargos públicos tras cuestionar la cifra de desaparecidos en la última dictadura militar. La carta recuerda además que Lopérfido no ha esclarecido su participación en actividades financieras offshore, dadas a conocer por los Panamá Papers.

### Panamá Papers
En 2016, a raíz de la filtración informativa en medios de prensa de documentos confidenciales de la firma de abogados panameña Mossack Fonseca, Lopérfido se vio involucrado en el escándalo conocido como «Panamá Papers» al aparecer junto a una lista de personalidades vinculadas a activos no declarados o empresas radicadas en paraísos fiscales, en su caso junto a Antonio de la Rúa, hijo del expresidente Fernando de la Rúa.

## Vida privada
En 2014 contrajo nupcias con Esmeralda Mitre. El matrimonio finalizó a principios de 2018. El 25 de mayo de 2019 junto a Vinnie Blache Spencer tuvo a su primer y único hijo hasta el momento: Theo.